# Bouvardia hintoniorum
Bouvardia hintoniorum är en måreväxtart som beskrevs av Billie Lee Turner. Bouvardia hintoniorum ingår i släktet Bouvardia och familjen måreväxter. Inga underarter finns listade i Catalogue of Life.